# Laajalahti (baie)
Ne doit pas être confondu avec Laajalahti (Espoo).
Laajalahti est une baie du golfe de Finlande parcourue par la frontière maritime qui sépare les deux villes finlandaises les plus peuplées, c'est-à-dire la capitale Helsinki et sa voisine occidentale, Espoo. La zone est protégée avec la baie Vanhankaupunginlahti en tant que site Ramsar depuis 1974.

## Géographie
Laajalahti est située dans la région d'Uusimaa et donc dans la province de Finlande méridionale. Elle est bordée à l'ouest par Espoo, plus précisément le super-district de Suur-Tapiola et les quartiers d'Otaniemi et Laajalahti.
Au sud-est on trouve deux îles appartenant à la municipalité d'Helsinki : Lehtisaari et Kuusisaari. Enfin, la côte nord-est correspond à la partie centrale du district de Munkkiniemi, toujours à Helsinki.
Laajalahti est séparée de la pleine mer par Koivusaari et Hanasaari, et par le remblai terrestre de la Länsiväylä entre Lauttasaari et le continent du côté d'Espoo.
De Laajalahti, Iso Huopalahti continue vers le nord, qui est séparé de Laajalahti par Tarvo et les remblais de la Turunväylä et leurs ponts.
Du côté est, Laajalahti est séparée de Seurasaarenselka par une chaîne d'îles composée de Kuusisaari, Lehtisaari, Kaskisaari et Lauttasaari.
Le pont de Kuusisaarentie mène de Lehtisaari à Otaniemi du côté d'Espoo.
Sur la rive de la baie Laajalahti se trouvent Munkkiniemi du côté d'Helsinki, du côté d'Espoo le quartier éponyme de Laajalahti, Otaniemi qui dépasse au milieu de la baie et Keilaniemi du côté sud de celle-ci.
Tarvaspää, le musée Akseli Gallen-Kallela  et la Villa Elfvik sont situés sur la rive nord de la baie.

## Site Natura 2000
Une partie de la baie sur la rive ouest de la baie, au nord d'Otaniemi, est devenue peu profonde et partiellement transformée en zone humide.
C'est l'une des meilleures eaux ornithologiques de la région de la capitale, où de nombreux oiseaux nichent et où de nombreux oiseaux se reposent également pendant leurs migrations. Une réserve naturelle de 1,8 kilomètre carré a été établie dans la région, qui comprend à la fois des eaux libres et des roselières, des bosquets côtiers et des prairies. Les oiseaux peuvent être observés depuis les tours d'observation des oiseaux érigées dans la zone.
La zone Natura 2000 (FI0100028) de Laajalahti comprend la baie marine peu profonde, large et remplie de roseaux de 192 hectares.
En plus de la zone d'eau libre et des roselières, elle est bordée de forêts inondables, de végétation de bosquets, d'anciens champs et de broussailles.

## Galerie

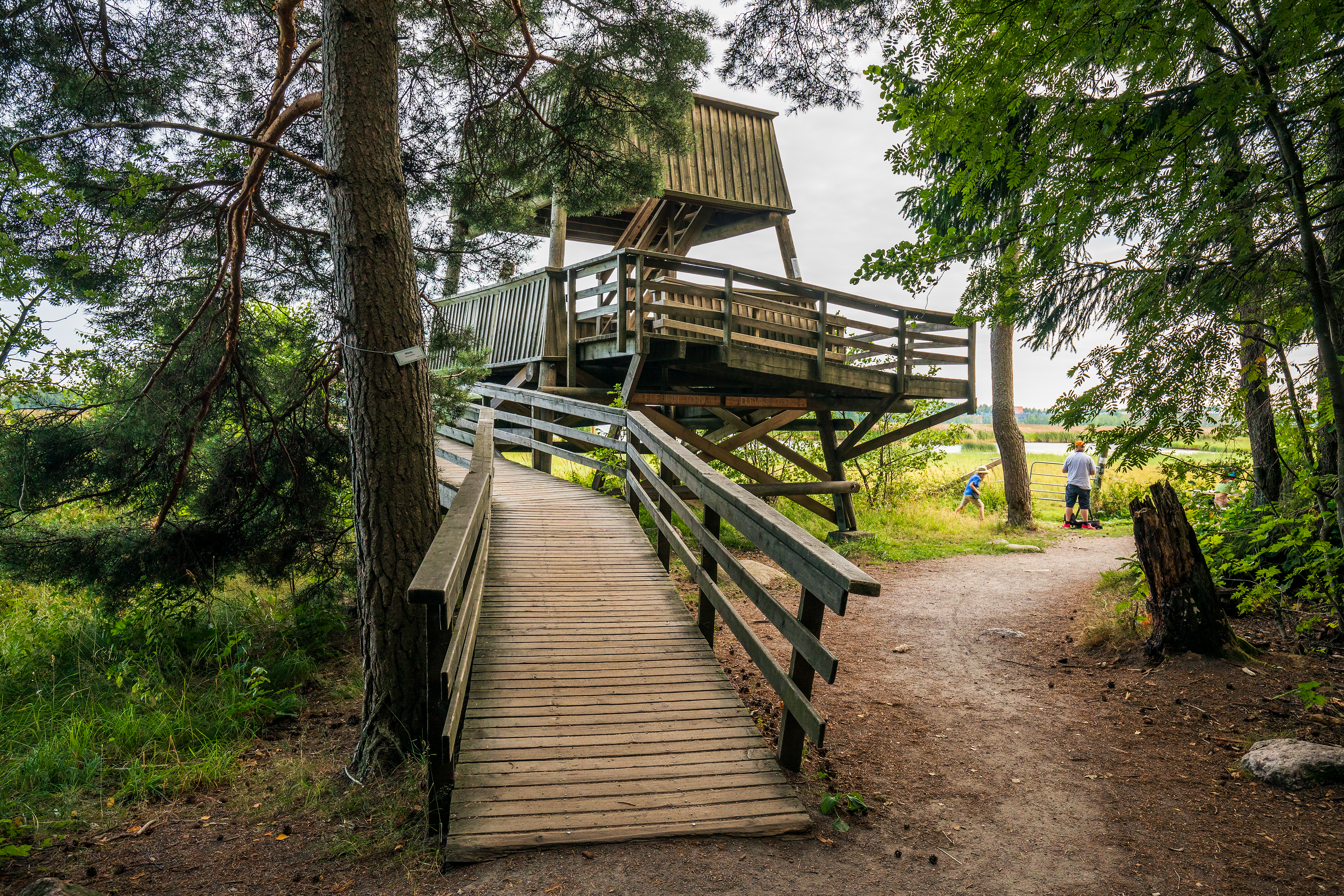
Tour d'observation de la Villa Elfvik.
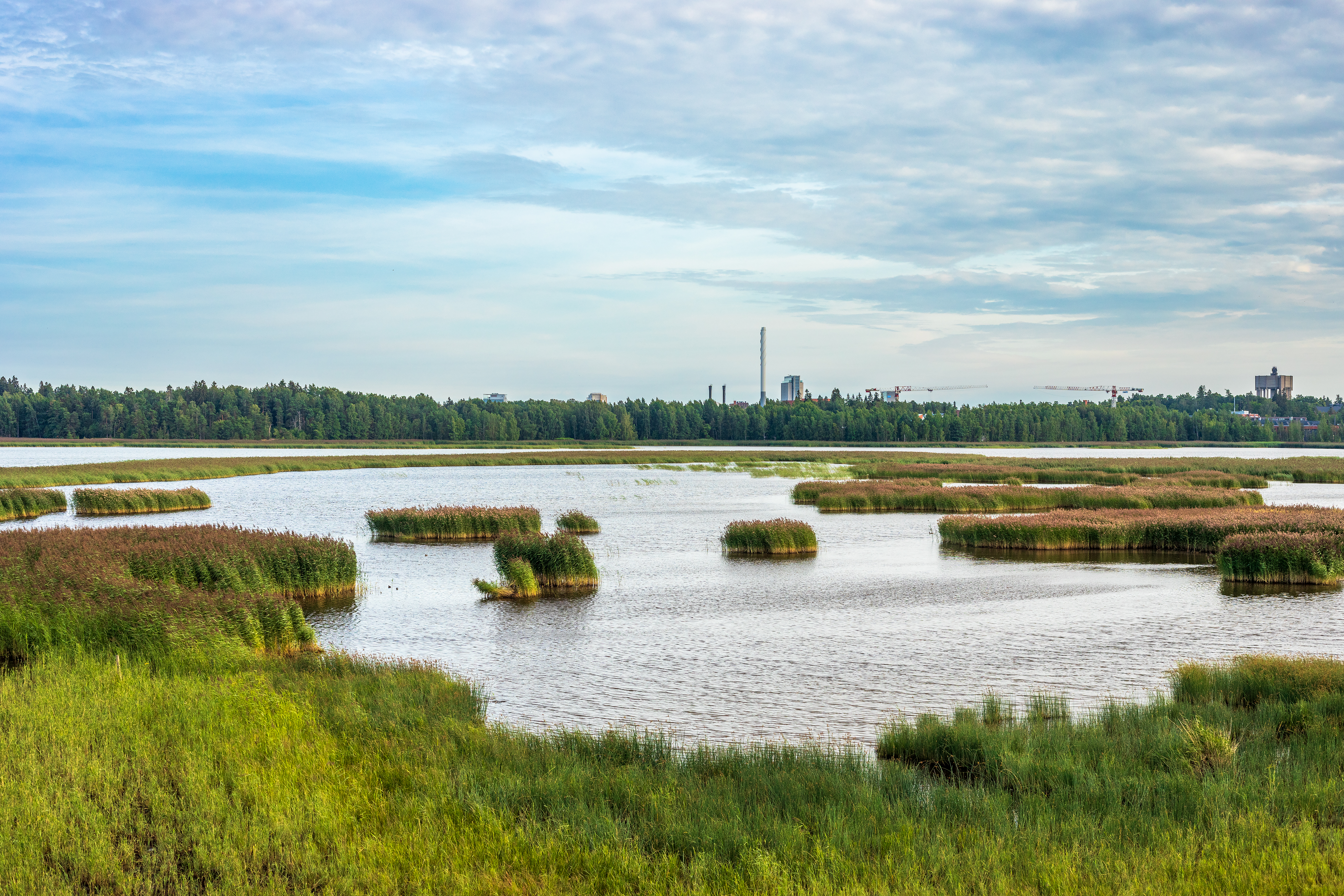
Baie de Laajalahti.
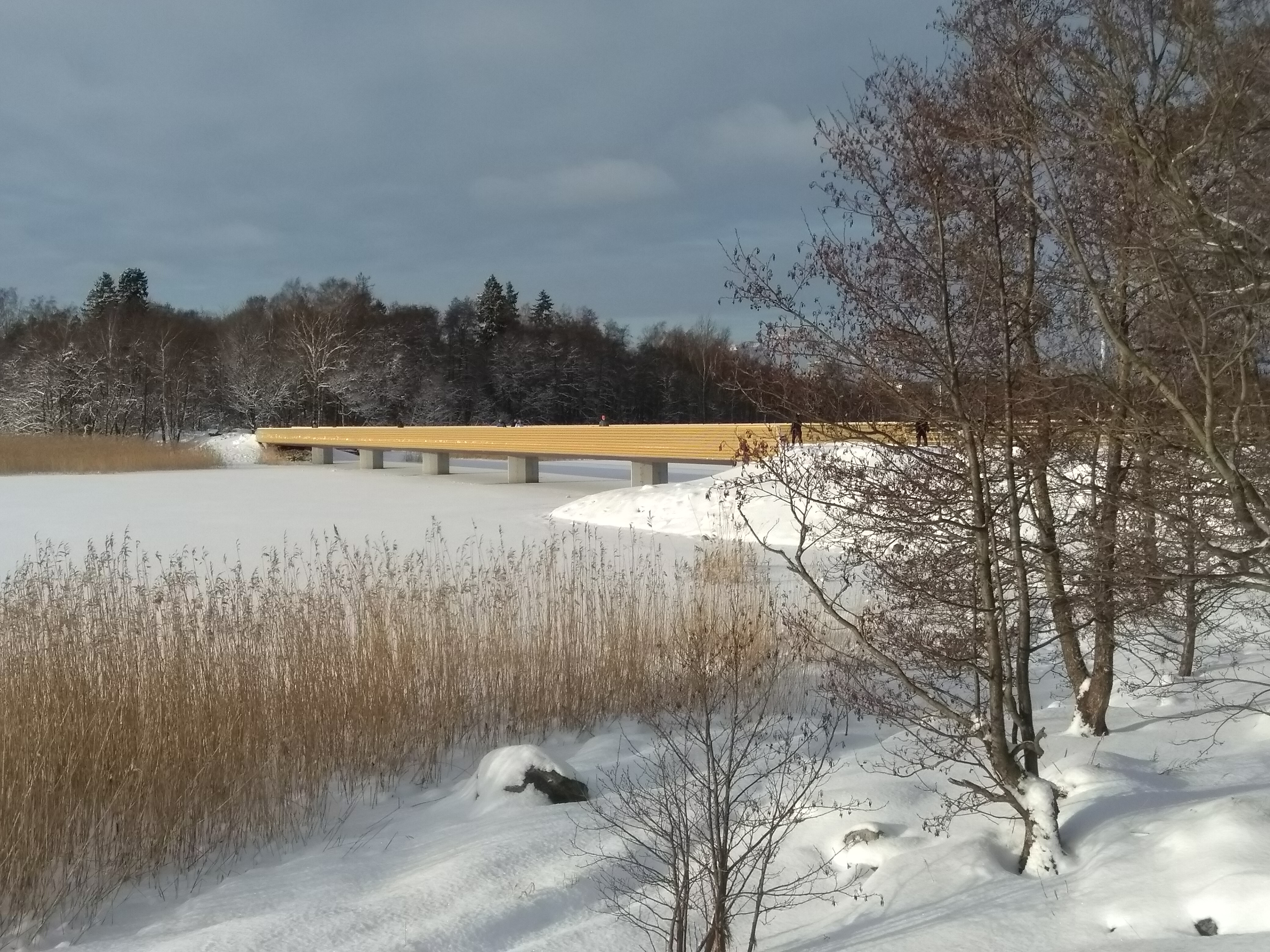
Le pont de l'ouest de Tarvo.